# Alexis Trujillo
Pour les articles homonymes, voir Trujillo.
Humberto Alexis Trujillo Oramas, plus connu sour le nom d'Alexis Trujillo, né le 30 juillet 1965 à Las Palmas de Gran Canaria (Espagne), est un footballeur espagnol reconverti en consultant sportif et entraîneur.
Il entraîne le Real Betis entre le 21 juin et le 19 juillet 2020.

## Biographie
Alexis Trujillo est issu du centre de formation de l'UD Las Palmas. Il débute en équipe première en septembre 1983. Las Palmas obtient la promotion en Primera división en 1985.
Alexis débute en Division 1 le 31 août 1985, face au Sporting de Gijón. Le 6 juin 1987, lors des play-offs de championnat, il inscrit son premier doublé, lors de la réception du Racing Santander (victoire 3-2).
En 1992, Alexis est prêté au CD Tenerife, qui évolue en Division 1. Avec cette équipe, il dispute seulement quatre rencontres en première division.
En 1993, Alexis signe avec le Real Betis, où il reste jusqu'en 2000. Il dispute avec le Betis près de 200 matchs en première division, inscrivant une vingtaine de buts. Le 5 novembre 1995, il est l'auteur d'un doublé lors de la réception du CD Tenerife (score : 3-3). La saison suivante, il inscrit un second doublé, sur le terrain du Real Saragosse (2-2).
Avec le Betis, il participe à deux reprises à la Coupe de l'UEFA. Lors de la saison 1995-1996, il s'incline en huitièmes de finale face aux Girondins de Bordeaux, malgré un but inscrit lors du match retour. Lors de la saison 1998-1999, il s'incline à nouveau en huitièmes, face au Bologne FC.
Il participe également avec le Betis à la Coupe des coupes. Son équipe s'incline en quart de finale face au club londonien de Chelsea en mars 1998.
En 1994, il atteint avec le Betis les demi-finales de la Coupe d'Espagne. Son équipe s'incline face au Real Saragosse. En 1997, il fait encore mieux. Il s'illustre lors des demi-finales, en inscrivant un but face au Celta Vigo. En finale, le Betis s'incline face au FC Barcelone après prolongation.
Il joue ensuite avec l'Universidad Las Palmas jusqu'en 2004.
Il prend alors sa retraite comme joueur, et s'incorpore au staff du Betis, devenant l'assistant de l'entraîneur Lorenzo Serra Ferrer qui qualifie le Betis pour la Ligue des champions.
Le 21 juin 2020, Alexis Trujillo devient entraîneur du Betis, à la suite du limogeage de Rubi. Trujillo est remplacé par Manuel Pellegrini au terme de la saison.

## Palmarès
- Champion d'Espagne de D2 en 1985 avec l'UD Las Palmas
- Finaliste de la Coupe d'Espagne en 1997 avec le Betis Séville